# Горицы (Кирилловский район)
Гори́цы — село в Кирилловском районе Вологодской области, административный центр Горицкого сельского поселения. Расположено в 130 километрах к северо-западу от города Вологды и в 7 км от города Кириллова на берегу реки Шексны.

## История и название

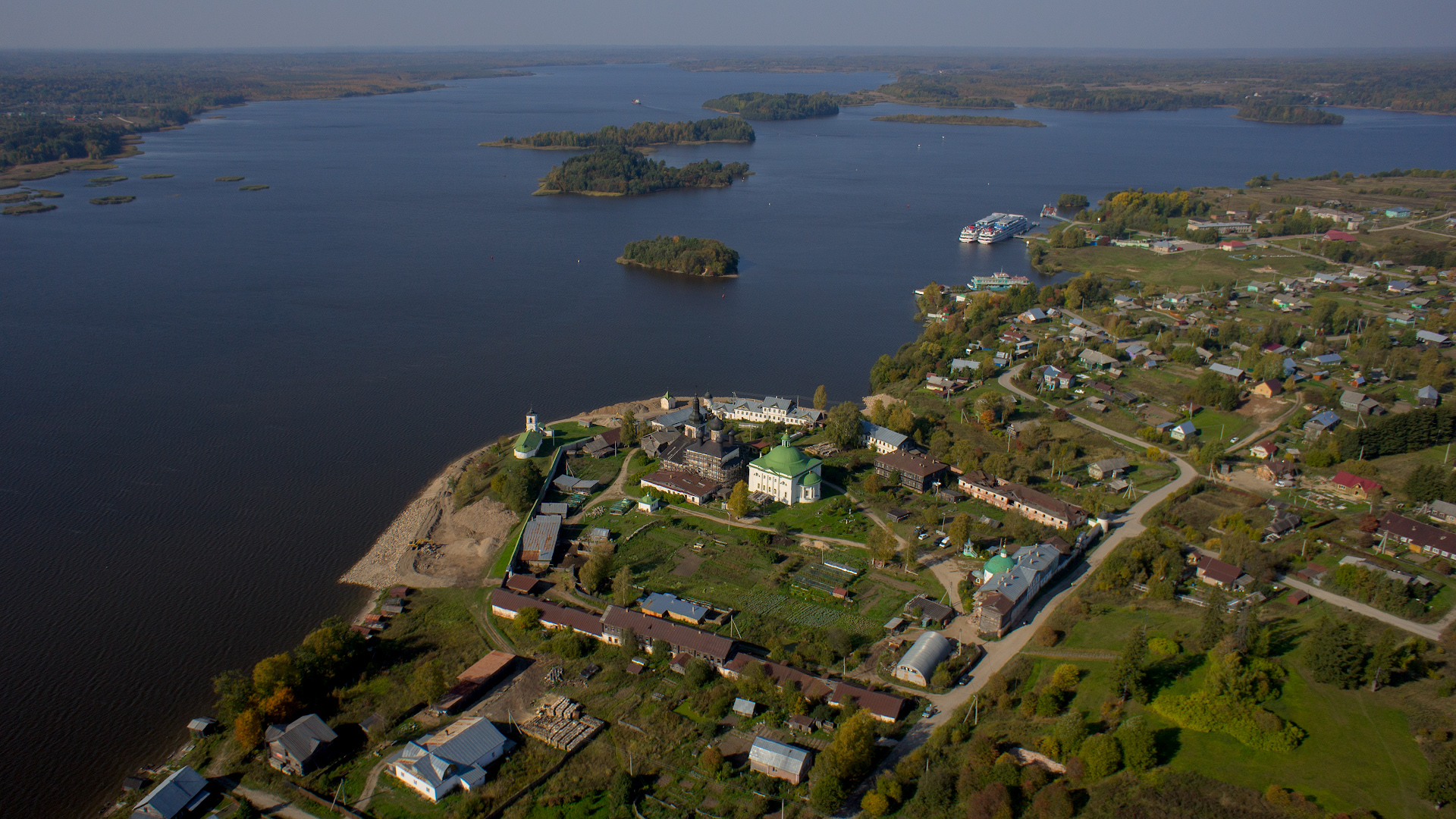
Горицы с высоты птичьего полёта

Местные жители произносят название села как Гори́цы, распространено также произношение Го́рицы. Название связано с обилием гор в окрестностях села: Маура, Никитская, Городок, Сандырёва, Старое кладбище.
Село Горицы впервые упоминается в письменных источниках под названием Девичья Гора (по другим данным, Древняя Гора) в XVI веке. В 1544 году был основан Воскресенский Горицкий монастырь, к тому времени в деревне уже существовали Воскресенская и Введенская церкви.
В 1912 году в «Списке населённых мест Кирилловского уезда Новгородской губернии» в Зауломскую волость входили село и погост Горицкая Слобода, отдельно учитывался Горицкий монастырь. В селе насчитывался 61 жилой дом и 252 жителя (131 мужчина и 121 женщина), в монастыре — 24 жилых дома и 509 женщин. В селе действовали церковь, волостное правление, пристань, магазин, бакалейные и винная лавки.
В 1927 году при расформировании уезда село вошло в состав Кирилловского района. В селе был создан Горицкий сельсовет, в 2006 году он был преобразован в Горицкое сельское поселение.
В 1932 году монастырь был закрыт, примерно в то же время были взорваны церкви на Никитской горе и Федосьином Городке.
В годы Великой Отечественной войны в деревне были установлены противотанковые надолбы, но линия фронта остановилась в 200 км к северо-западу, в устье реки Свирь. По воспоминаниям местных жителей, вражеские самолёты часто пролетали над деревней и сбрасывали листовки. После окончания войны на территории монастыря был открыт Дом Инвалидов войны.
В 1963 году при наполнении Шекснинского водохранилища уровень воды в Шексне поднялся и прибрежная часть села оказалась затоплена. Дома, попавшие в зону затопления, были перенесены. Вода покрыла многие окрестные озёра и болота, русла мелких речек, заливные луга и сенокосы. Прибрежные холмы превратились в острова: Никитская, Городок (историческое название — Федосьин Городок), Борки, Козий остров.

## Население
По переписи 2010 года население — ↘457 человек, преобладающая национальность — русские.

## Транспорт
С районным центром — Кирилловом — село связано асфальтированной дорогой, построенной в 1972 году. До этого жители пользовались грунтовой дорогой, проходившей по другой стороне озера Аристово (Константиновское) и берегу Сиверского озера. С 1965 года открыто автобусное сообщение.

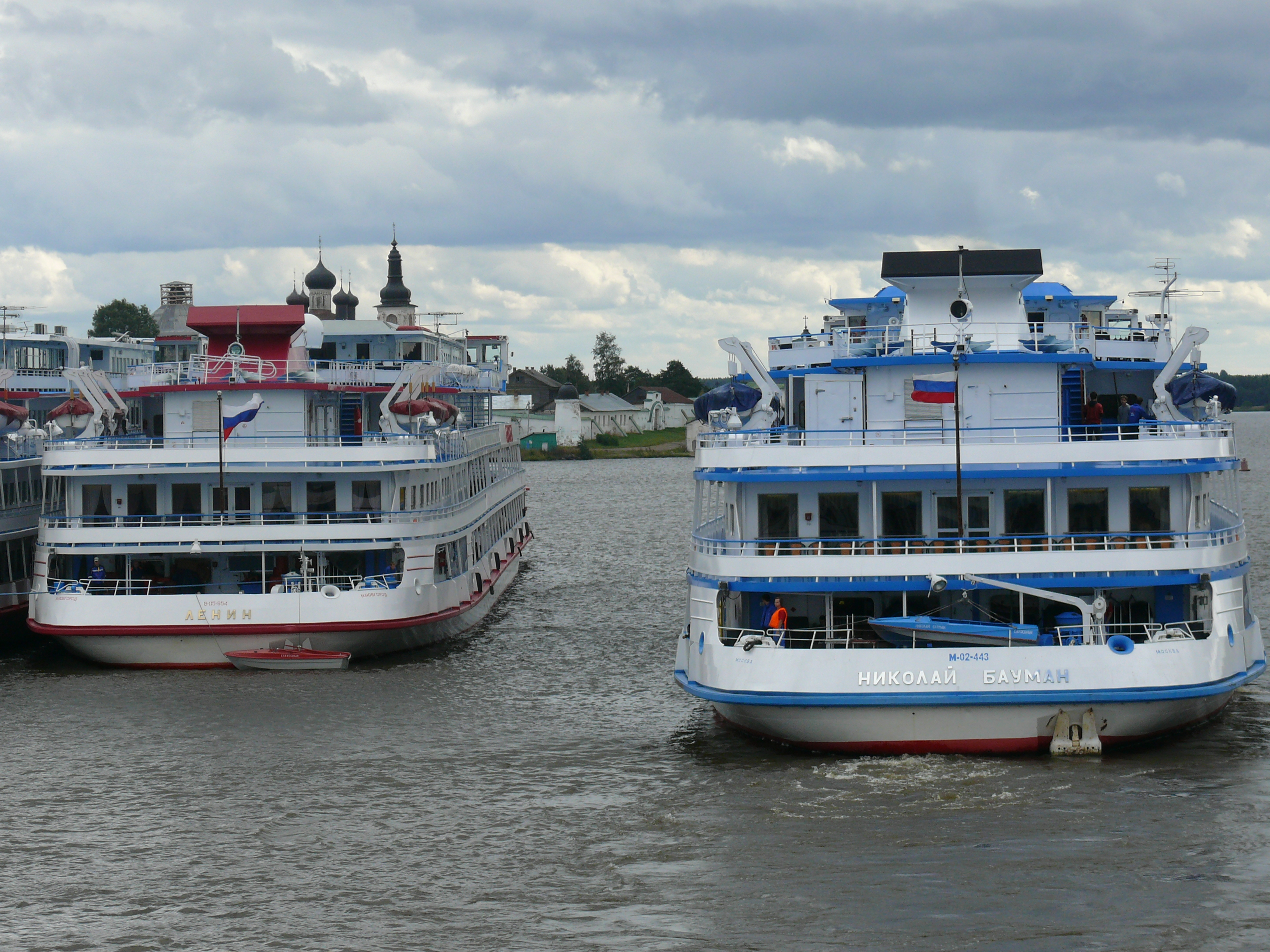
Туристические теплоходы швартуются борт к борту

В 1905 году при монастыре была построена пристань. В 1963 году при строительстве Волго-Балтийского пути старую деревянную пристань разобрали и заменили дебаркадером. В 1964 году построена новая пристань Горицы, которая начала принимать пассажирские «Метеоры» и «Ракеты», а также туристические теплоходы. В настоящее время пассажирское судоходство прекращено. Пристань работает только на приём туристических теплоходов. После постройки двух новых причалов в Горицах могут за день остановиться 10−15 теплоходов. За навигацию 2007 года пристань приняла 812 теплоходов — больше, чем все три пристани Санкт-Петербурга. В 2009 году в Горицах остановились 647 судов.
С давних времён в Горицах действовала паромная переправа через Шексну до деревни Ивицы. В 1963 году паром был заменён моторной лодкой, а потом катером. Катер отправлялся от небольшого причала, расположенного рядом с монастырём. После строительства в 2004 году автомобильного моста через Шексну в деревне Иванов Бор, расположенной в соседнем с Горицами Алёшинском сельском поселении, переправа была закрыта.

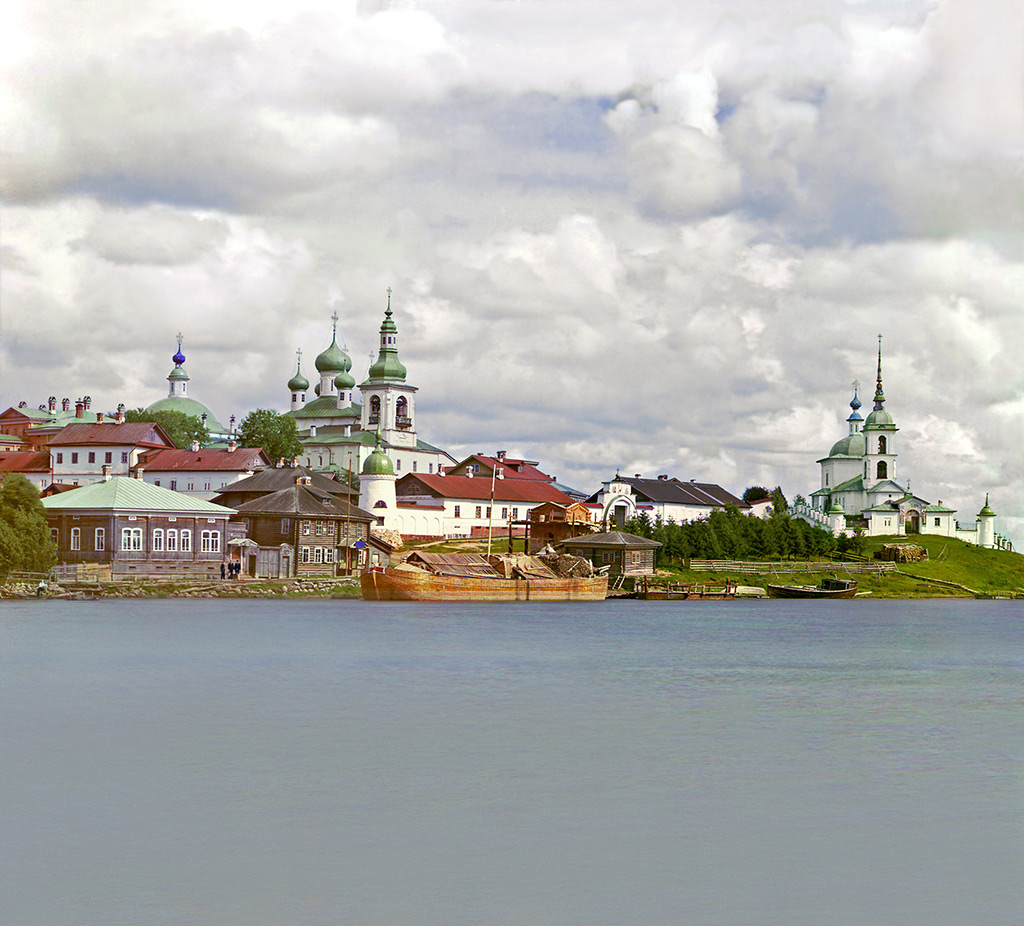
1909 год. Фото С. М. Прокудина-Горского

## Туризм
Главная достопримечательность села — женский Горицкий монастырь. В 1964 году открылись первые маршруты по Волго-Балту на туристических теплоходах с остановкой в Горицах. Из Гориц организуются автобусные экскурсии в Кирилло-Белозерский монастырь и Ферапонтов монастырь. Принадлежащий Череповецкому пассажирскому порту прогулочный теплоход совершает прогулки по окрестным островам.
В 2011 году в Горицах был открыт музей льна и берёсты с сувенирной лавкой.
За сезон Горицы посещают более 100 тысяч туристов как из России, так и других стран.

### Горицкий монастырь
Горицкий Воскресенский женский монастырь основан в 1544 году княгиней Евфросиньей Андреевной Старицкой. В советское время был закрыт, вновь стал действующим в 1999 году.

### Гора Маура

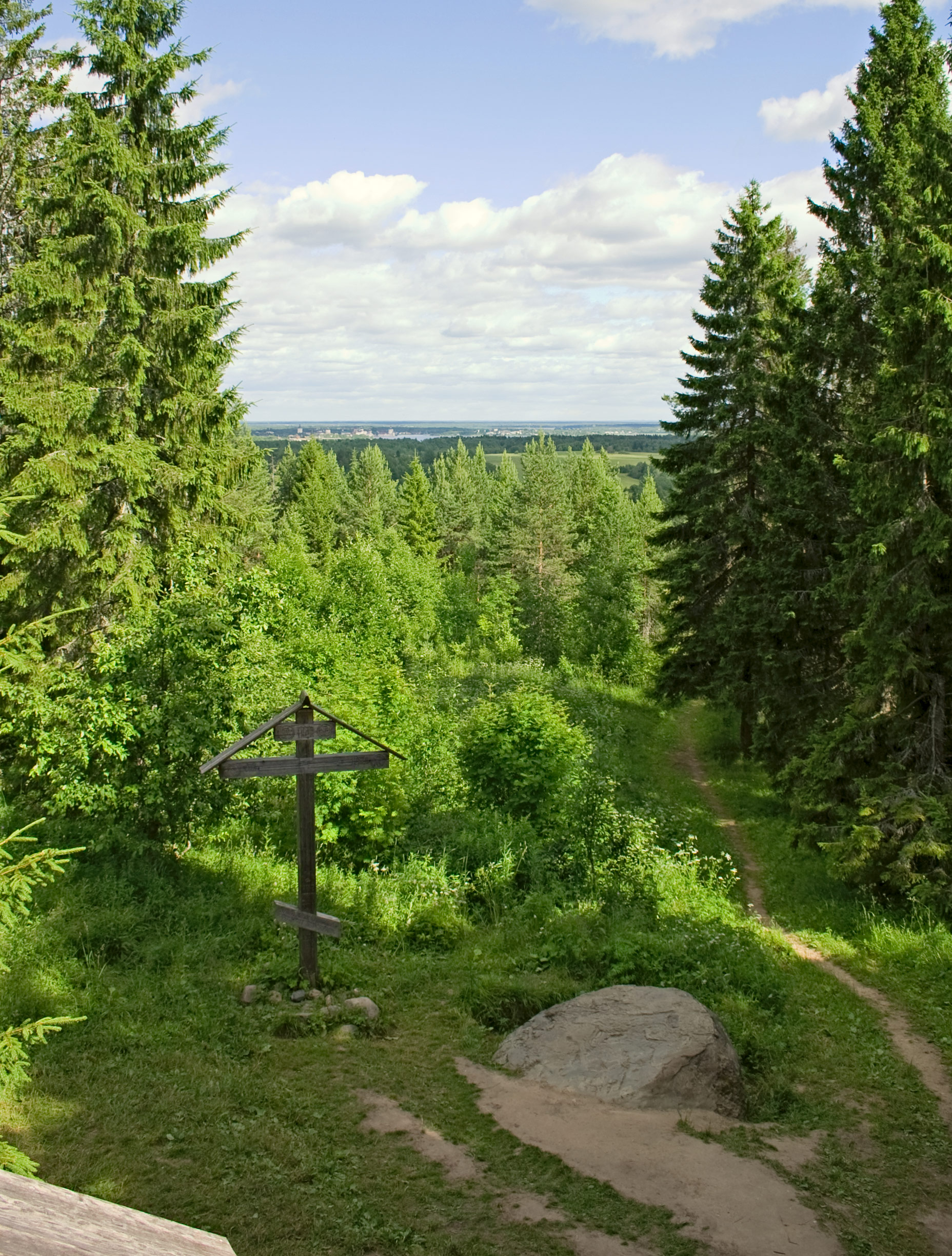
Гора Маура: следовой камень, поклонный крест. На заднем плане — Кирилло-Белозерский монастырь

Ранее также называлась Мау́рина. Высота Мау́ры над уровнем моря — 185 м. На вершине Мауры находится так называемый «следовой камень», на котором можно увидеть отпечаток, похожий на след человеческой стопы. По легенде, этот след оставил преподобный Кирилл, который именно с Мауры увидел место для основания своего монастыря.
В 1997 году, в честь 600-летия знаменитой обители, рядом с камнем был поставлен Поклонный крест, а в 2000 году восстановлена и освящена деревянная часовня, надпись на которой гласит: «Часовня во имя Преподобных Кирилла и Ферапонта Белозерских (чудотворцев) воздвигнута на горе Маура, откуда открылось им место, указанное Пречистой Богородицей Преподобному Кириллу…»(впоследствии сожжена)

## Организации
- Совхоз «Горицкий». В 1992 году часть земель совхоза передана национальному парку «Русский Север»[16]. Ранее назывался колхоз «Комсомолец»[17].
- Горицкая средняя общеобразовательная школа[18]. В середине XX века 8-летняя школа располагалась в двухэтажном деревянном здании на территории монастыря, позже для неё было построено новое кирпичное здание на берегу Шексны. В настоящее время школа 11-летняя.
- Горицкий детский сад[19]. В середине XX века располагался на территории монастыря.
- Отделение почтовой связи[20].
- Дом культуры. В советское время располагался в монастырском Троицком соборе, после возрождения монастыря переведён в новое здание[21].
- Медпункт, ветеринарный участок, библиотека[19], магазины продовольственных и хозяйственных товаров.
- После войны в монастыре располагался Дом инвалидов войны, затем «Дом престарелых и инвалидов». В 1973 году он был переведён в Череповец[21]. Упоминается в «Рассказах питерских островов» Эдуарда Кочергина[22].

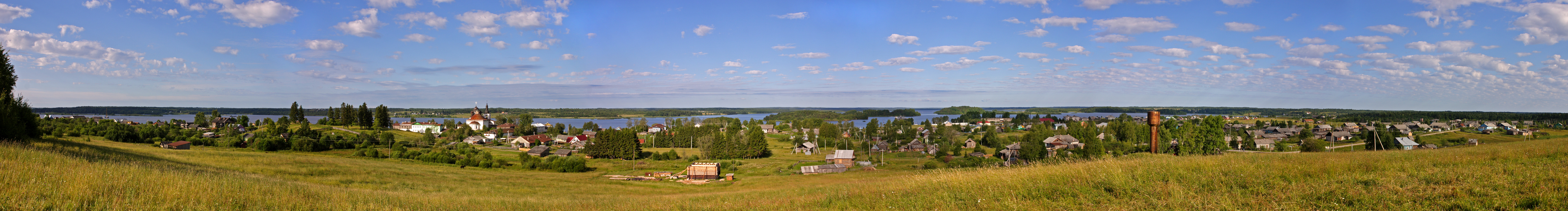
Панорама Гориц